# 36–42 Main Street (Kilsyth)

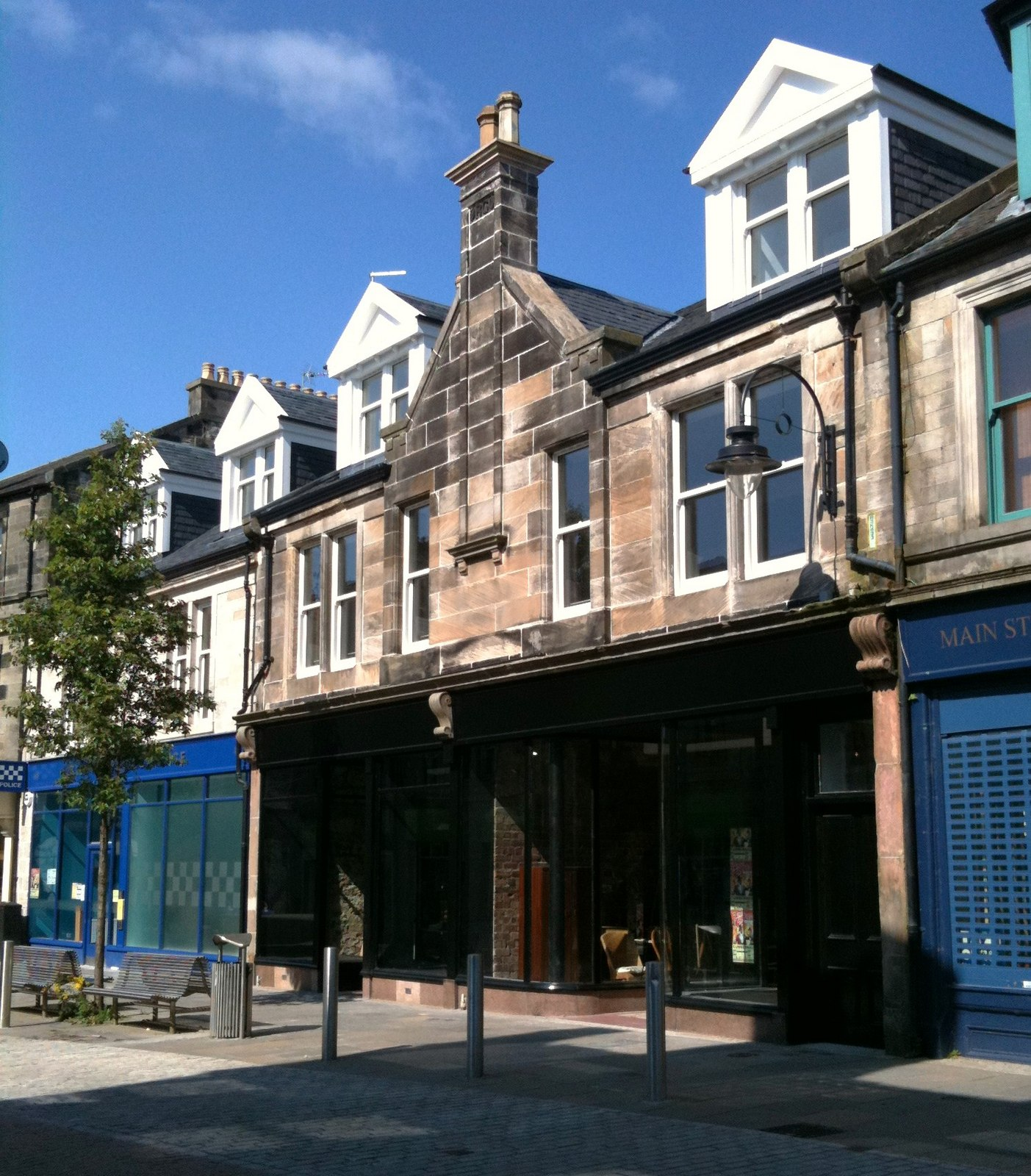
36–42 Main Street

Unter der Adresse 36–42 Main Street in der schottischen Stadt Kilsyth in North Lanarkshire ist ein Wohn- und Geschäftshaus zu finden. Es liegt direkt an der ehemaligen Hauptverkehrsstraße der Stadt in einem Bereich, der heute zu einer Fußgängerzone beruhigt wurde. 1988 wurde das Gebäude in die schottischen Denkmallisten in der Kategorie B aufgenommen.

## Beschreibung
Das exakte Baudatum des Gebäudes ist nicht verzeichnet. Es wird jedoch davon ausgegangen, dass es im späten 19. Jahrhundert errichtet wurde. Ebenerdig sind zwei Ladengeschäfte eingerichtet, welche die Fassade unsymmetrisch teilen. Diese sind heute zu einer Einheit zusammengefasst, die jedoch weiterhin über beide Eingangstüren betreten werden kann. Der Laden besitzt großflächige Schaufenster, die heute noch im Originalzustand erhalten sind. Zwischen den Schaufenstern trennt ein Blendpfeiler die ehemals separierten Bereiche voneinander ab. Die Fassade des Obergeschosses des zweistöckigen Gebäudes besteht aus poliertem Quaderstein und ist symmetrisch aufgebaut. Außen wurden jeweils Zwillingsfenster und zur Mitte hin jeweils ein einzelnes Fenster verbaut. Das Gebäude schließt mit einem schiefergedeckten Satteldach mit zwei Dachgauben ab. Mittig befindet sich ein Zwerchgiebel mit Satteldach, der mit der Fassade abschließt und einen der Schornsteine trägt.